# Окленд-Ейкерс (Айова)
Окленд-Ейкерс (англ. Oakland Acres) — місто (англ. city) в США, в окрузі Джеспер штату Айова. Населення — 176 осіб (2020).

## Географія
Окленд-Ейкерс розташований за координатами 41°43′14″ пн. ш. 92°49′11″ зх. д. / 41.72056° пн. ш. 92.81972° зх. д. (41.720505, -92.819688).  За даними Бюро перепису населення США в 2010 році місто мало площу 0,79 км², з яких 0,73 км² — суходіл та 0,06 км² — водойми.

## Демографія
Згідно з переписом 2010 року, у місті мешкало 156 осіб у 66 домогосподарствах у складі 47 родин. Густота населення становила 197 осіб/км².  Було 66 помешкань (83/км²).
Расовий склад населення:
| - 98,1 % — білих - 1,3 % — азіатів - 0,6 % — чорних або афроамериканців |

До двох чи більше рас належало 0,0 %. Частка іспаномовних становила 3,2 % від усіх жителів.
За віковим діапазоном населення розподілялося таким чином: 17,3 % — особи молодші 18 років, 66,0 % — особи у віці 18—64 років, 16,7 % — особи у віці 65 років та старші. Медіана віку мешканця становила 46,8 року. На 100 осіб жіночої статі у місті припадало 105,3 чоловіків;  на 100 жінок у віці від 18 років та старших — 111,5 чоловіків також старших 18 років.
Середній дохід на одне домашнє господарство  становив 84 612 долари США (медіана — 82 083), а середній дохід на одну сім'ю — 97 714 долари (медіана — 91 250). За межею бідності перебувало 1,8 % осіб, у тому числі 0,0 % дітей у віці до 18 років та 6,3 % осіб у віці 65 років та старших.
Цивільне працевлаштоване населення становило 72 особи. Основні галузі зайнятості: освіта, охорона здоров'я та соціальна допомога — 34,7 %, роздрібна торгівля — 16,7 %, фінанси, страхування та нерухомість — 16,7 %.